# La Bouga
La Bouga es una aldea española de la parroquia de Idarga, perteneciente al municipio de Salas, en la comunidad autónoma de Asturias.

## Demografía
En 2023, la entidad singular de población de La Bouga tenía empadronados 11 habitantes, todos ellos en diseminado.